# ヴェルバ
ヴェルバ（ウクライナ語: Верба）はウクライナがBM-21をベースに開発した122mm自走多連装ロケット砲である。シャシーはKrAZ-6322を使用している。2015年にハリコフ・モロゾフ機械製造設計局によって開発された。BM-21に比べ、通信システムや装填装置など多くの改良が施されている。

## 概要
ヴェルバは2015年12月に開発され、2019年2月に生産が開始された。2019年11月にはウクライナ軍への採用が発表された。2021年9月、ウクロボロンプロムはウクライナ軍へのヴェルバの採用を再発表した。
5人用のダブルキャビンを備え、誘導、照準、充電システムはすべて内部から制御可能になっている。BM-21と比べた改良点としては、フル発射後の再装填に1時間から2時間かかるBM-21に対してヴェルバでは再装填が10分に短縮されているほか、スタビライザーにより精度が向上している。また通信が暗号化されたデジタル通信になっている。

## 運用国
- ウクライナ: 2021年の時点で陸軍が38両を運用している。 [要出典]